# 튀르키예 부통령
튀르키예 공화국 부통령(튀르키예어: Türkiye Cumhurbaşkanı Yardımcısı)은 튀르키예의 대통령에 이어 튀르키예에서 두 번째로 높은 직위이다. 부통령은 내각, 국가안전보장회의, 최고군사위원회의 법정 위원이기도 하다.
튀르키예의 초대 부통령은 푸아트 옥타이이고 현재 부통령은 제브데트 이을마즈이다.

## 같이 보기
- 튀르키예의 대통령